# Sheila Widnall

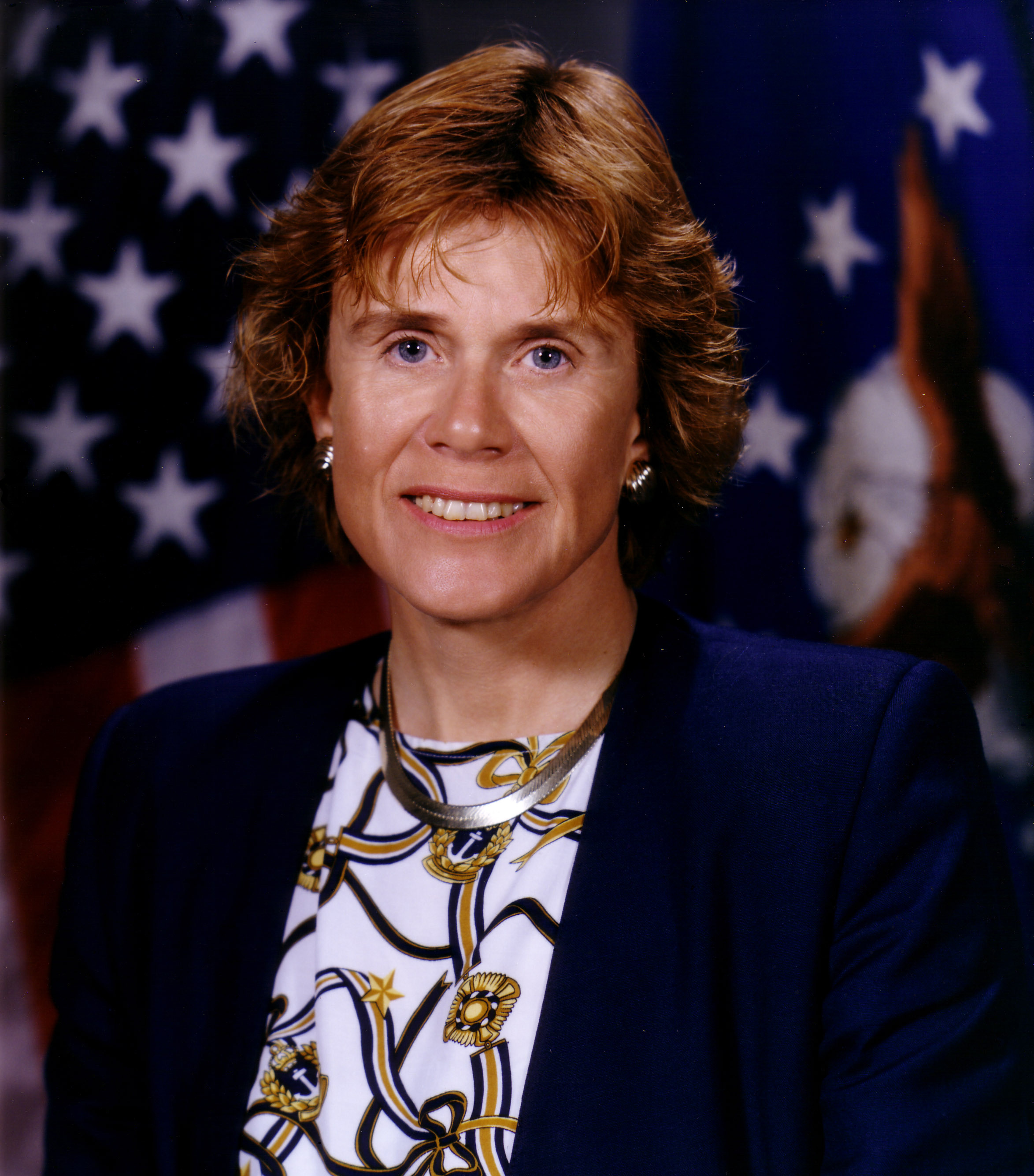
Sheila Widnall

Sheila Marie Evans Widnall (* 13. Juli 1938 in Tacoma, Washington) ist eine US-amerikanische Strömungsmechanikerin, Luft- und Raumfahrttechnikerin und Wissenschaftsmanagerin.

## Leben
Sheila Widnall studierte am MIT mit einem Bachelor-Abschluss 1960 und einem Master-Abschluss 1961. 1964 wurde sie am MIT mit einer Arbeit zur Strömungsmechanik Unsteady Loads on Hydrofoils Including Free Surface and promoviert. Im gleichen Jahr wurde sie Assistant Professor, 1970 Associate Professor und 1974 Full Professor für Luft- und Raumfahrt am MIT. Ihre Forschungsarbeiten betrafen speziell Probleme der Aerodynamik. Bis 1993 hatte sie verschiedene Funktionen in der Hochschulverwaltung und in Forschungseinrichtungen des MIT. So leitete sie von 1979 bis 1990 das Fluid Dynamics Research Laboratory. Außerdem war sie Mitglied mehrerer US-amerikanischer Gremien der Luft- und Raumfahrt.
Unter Präsident Bill Clinton wurde sie am 6. August 1993 als erste Frau Secretary of the Air Force. Dieses Amt hatte sie bis zum 31. Oktober 1997. Nach 1997 war sie unter anderem von 1998 bis 2005 Vizepräsidentin der National Academy of Engineering und 2003 Mitglied des Ausschusses, der die Absturzursache des Space Shuttle Columbia untersuchte.
Für ihre Verdienste in der Luft- und Raumfahrt erhielt Sheila Widnall zahlreiche militärische und zivile Auszeichnungen. 1982 wurde sie Fellow der American Physical Society, 1983 der American Association for the Advancement of Science (AAAS) und 1988 der American Academy of Arts and Sciences. 1985 wurde sie zum Mitglied der National Academy of Engineering und 2000 der American Philosophical Society gewählt. 1988 war sie Präsidentin der AAAS. 2003 wurde sie in die National Women’s Hall of Fame aufgenommen. Sie ist Ehrendoktor mehrerer Universitäten und Hochschulen.

## Schriften (Auswahl)
- Sheila E. Widnall, J. P. Sullivan: On the stability of vortex rings. In: Proceedings of the Royal Society A. Band 332, Nr. 1590, 1973, S. 335–353, doi:10.1098/rspa.1973.0029.
- Sheila E. Widnall, D. B. Bliss, C.-Y. Tai: The instability of short waves on a vortex ring. In: Journal of Fluid Mechanics. Band 66, Nr. 1, 1974, S. 35–47, doi:10.1017/S0022112074000048.
- S. E. Widnall: The structure and dynamics of vortex filaments. In: Annual Review of Fluid Mechanics. Band 7, 1975, S. 141–165, doi:10.1146/annurev.fl.07.010175.001041.
- Sheila E. Widnall: AAAS Presidential Lecture: Voices from the Pipeline. In: Science. Band 241, Nr. 4874, 1988, S. 1740–1745 (semanticscholar.org [PDF]).
- Sheila E. Widnall, Ronald R. Fogleman: Global Presence. In: Defense Technical Information Center. Frühjahr, 1995 (online [PDF; abgerufen am 18. Oktober 2018]).